# Norbert Schwarz
Norbert Schwarz (* 28. März 1953 in Annweiler am Trifels) ist ein deutscher Psychologe. Schwarz ist einer der meistzitierten zeitgenössischen Psychologen. Eine bibliometrische Analyse der Jahre 1997–2017 listet ihn unter den 0,1 % der meist zitierten Wissenschaftler in allen Disziplinen der umfassenden Scopus (Datenbank).

## Leben
Er ist Provost-Professor an der University of Southern California, wo er im Department of Psychology und an der Marshall School of Business unterrichtet. Zuvor war er Charles Horton Cooley Collegiate Professor für Sozialpsychologie an der University of Michigan in Ann Arbor und Professor für Marketing an der Business School, Forschungsprofessor im Programm für Umfragemethoden und Forschungsprofessor am Institute for Social Research derselben Universität. Nach seiner Promotion (Universität Mannheim, 1980) und Habilitation (Universität Heidelberg, 1986) war er wissenschaftlicher Direktor des Zentrum für Umfragen, Methoden und Analysen (ZUMA) bevor er 1993 in die USA auswanderte.
Er ist gewähltes Mitglied der American Academy of Arts and Sciences, der Deutschen Akademie der Wissenschaften Leopoldina und der Academia Europaea. 2016 erhielt er einen Ehrendoktor der Universität Basel. Schwarz erhielt zahlreiche Wissenschaftspreise, darunter die Wilhelm-Wundt-Medaille der Deutschen Gesellschaft für Psychologie (mit Fritz Strack), den Oswald-Külpe-Preis, den Donald T. Campbell Award der Society for Personality and Social Psychology, den Distinguished Scientist Award der Society for Experimental Social Psychology, den Distinguished Scientific Contribution Award der Society for Consumer Psychology, und den Wilhelm Wundt-William James Award der American Psychological Association und der European Federation of Psychologists’ Associations.

## Lehre
Eine zentrale Annahme seiner Arbeiten ist, dass Personen keine stabilen, zusammenhängenden und leicht abrufbare Einstellungen haben, die zuverlässig gemessen werden könnten. Stattdessen werden Meinungen spontan gebildet und stark von Kontextfaktoren beeinflusst. Diese Einflüsse beinhalten Gefühle wie die Stimmung einer Person oder metakognitive Gefühle, zum Beispiel Verarbeitungsflüssigkeit oder spontan gezogene Schlussfolgerungen über die Bedeutung von Fragen. Außerdem spielt eine Rolle, ob Personen glauben, dass Gefühle und Gedanken für das Urteil relevant sind.

### Gefühl als Information
Norbert Schwarz entwickelte die „Gefühl als Information“-Theorie (engl. ‘feelings-as-information’ theory), eine der einflussreichsten Erklärungen für die kognitiven Konsequenzen von Affekt. Diese Theorie besagt, dass in der Urteilsbildung über ein Objekt Gefühle als Information für die Beurteilung des Objekts einfließen. Obwohl diese Art der Urteilsbildung durchaus zuverlässig ist, können sich Personen in der Quelle dieser Information irren. Ein klassisches Experiment zu dieser Hypothese wurde von Schwarz und Clore durchgeführt: Personen berichteten höhere Lebenszufriedenheit wenn sie in einer positiven Stimmung waren als wenn sie in einer negativen Stimmung waren. Dieser Stimmungseinfluss verschwindet wenn die Befrager das Wetter erwähnen, bevor sie nach der Lebenszufriedenheit fragen, weil die Personen die momentane Stimmung richtigerweise dem Wetter zuordnen. Dies zeigt, dass die momentane Stimmung als Information in Bewertungen einfließen.
Ein anderes Gefühl, das in der „Gefühl-als-Information“-Perspektive eine wichtige Rolle spielte, ist das metakognitive Gefühl der Leichtigkeit oder der Schwierigkeit, Information abzurufen. Schwarz und seine Kollegen konnten in der Tat zeigen, dass Personen dazu tendieren, ihre Urteile auf Grund des phänomenalen Erlebens der Leichtigkeit des Abrufs vorzunehmen. Allerdings können diese Gefühle durch verschiedene Faktoren hervorgerufen werden, die mit dem Urteil nicht in Verbindung stehen, zum Beispiel durch Charakteristika der Aufgabe (Auflisten weniger versus vieler bestimmter Ereignisse), Verarbeitungsflüssigkeit (hoher versus niedriger Figur-Grund-Kontrast, lesbare versus weniger lesbare Schriftarten) oder durch Manipulation der motorischen Rückmeldung (zum Beispiel Kontraktion der Augenbrauen). Das so erzeugte Erleben der Verarbeitungsflüssigkeit beeinflusst Urteile über Wahrheit, Häufigkeit, Risiko und Schönheit: Objekte, die leichter verarbeitet werden, werden als eher wahr, häufiger, riskanter und schöner angesehen.
In einem eleganten Experiment wurde eine Gruppe von Versuchspersonen aufgefordert, sechs Episoden aufzuzählen, in denen sie sich selbstsicher verhielten, was eine relativ leichte Aufgabe ist; die andere Gruppe musste zwölf solcher Verhaltensweisen aufzählen, was relativ schwierig ist. Danach wurden die Versuchspersonen gebeten anzugeben, wie selbstsicher sie sind. In der Tat nutzten die Versuchspersonen das Gefühl der Leichtigkeit des Abrufs als Information und schätzten sich als selbstsicherer ein, wenn sie 6 statt 12 Episoden eigener Selbstsicherheit abrufen mussten.
In einem anderen Experiment wurde die perzeptuelle Flüssigkeit (engl. perceptual fluency) durch Figur-Grund-Kontrast manipuliert, so dass Aussagen von der Form „Osorno ist in Chile“ entweder leicht zu lesen oder schwieriger zu lesen waren. Waren die Aussagen leicht zu lesen, beurteilten die Versuchspersonen die Aussagen als eher wahr als Aussagen, die schwer zu lesen waren.

### Konversationsmaximen und Antworten in Umfragen
Norbert Schwarz ist auch bekannt für seine Erforschung der kognitiven Prozesse beim Beantworten von Fragen in Umfragen. Ein Umfrage-Interview wird als eine Konversation zwischen dem Befrager und dem Beantworter gesehen. Wie alle Konversationen unterliegen Interview-Situationen den vom Sprachphilosophen Paul Grice postulierten Konversationsmaximen, die aus dem Kooperationsprinzip hervorgehen. Danach versuchen Personen, wahrheitsgetreu und klar diejenige Information zu kommunizieren, die notwendig und relevant ist. Nach Schwarz folgen Umfrageteilnehmer in ihren Antworten nicht nur den Konversationsmaximen, sondern nehmen an, dass die Fragen, die der Befrager stellt, denselben Maximen folgen.
Ein Beispiel für die Wirkung dieser Maximen in Umfragen ist eine Studie, in der Personen die Frage beantworten mussten, wie erfolgreich sie in ihrem Leben gewesen seien. Die eine Gruppe antwortete auf einer Skala mit den numerischen Endpunkten 0 und 10; hier antworteten 34 % mit einem Urteil, das zwischen 0 und 5 lag und besagte, dass ihr Leben nicht sehr erfolgreich war. Die andere Gruppe antwortete auf einer Skala mit den Endpunkten −5 und 5; hier antworteten nur 13 % mit einer Zahl zwischen −5 und 0, was dem Bereich zwischen 0 und 5 der ersten Gruppe entspricht. Die numerischen Endpunkte werden von den Versuchspersonen unterschiedlich interpretiert: Geht die Skala von 0 bis 10, dann interpretieren Respondenten die untere Skalenhälfte als Abwesenheit von Erfolg, was aber nicht heißen muss, dass eine Person Misserfolge einstecken musste. Die Skala von −5 bis 5 wird hingegen als Anwesenheit von Erfolg – und nicht bloß Abwesenheit von Misserfolg – gedeutet.
Ähnlich kann das Befolgen von Konversationsmaximen Reihenfolgeeffekte verursachen, wenn Information in Frage A Teil der Information in Frage B ist, aber nicht umgekehrt. In einem Experiment wurde eine Gruppe verheirateter Personen zuerst gefragt, wie sehr sie mit ihrem Leben zufrieden seien, dann, wie sehr sie mit ihrer Ehe zufrieden seien. Die beiden Antworten korrelierten hoch miteinander, weil die Ehezufriedenheit eine wichtige Komponente für die Lebenszufriedenheit darstellt. Eine andere Gruppe wurde zuerst nach ihrer Zufriedenheit mit der Ehe, dann nach der Lebenszufriedenheit gefragt. Hier korrelierten die Antworten weniger, weil die befragten Personen die Frage nach der Lebenszufriedenheit so interpretierten, dass sie die Ehezufriedenheit schon vorher angegeben hätte und diese bei der Einschätzung der Lebenszufriedenheit wohl nicht mehr von Interesse sei.

### Das Inklusions-/Exklusionsmodell
Norbert Schwarz und Herbert Bless entwickelten das Inklusions-/Exklusionsmodell, das Assimilations- und Kontrasteffekte in der Urteilsbildung erklärt. In der sozialen Urteilsbildung wird Information mit Standards verglichen und dann das Urteil gefällt. Hierbei kommt es zu Assimilationseffekten, wenn das Urteilsobjekt als dem Standard ähnlich angesehen wird und das Urteil in Richtung des Standards angepasst wird (Inklusion). Kontrasteffekte kann man beobachten, wenn das Urteilsobjekt vom Standard abgegrenzt wird und sich das Urteil in die Richtung weg vom Standard verändert (Exklusion).
Identische Information führt zu unterschiedlichen Urteilen, abhängig davon, ob diese für die Beurteilung des Urteilsobjekts verwendet wird (Inklusion) oder ob sie mit dem Urteilsobjekt verglichen wird (Exklusion). Denkt zum Beispiel eine Person über einen bestimmten Politiker nach, der in einen Skandal verwickelt war oder ist (zum Beispiel Richard Nixon), dann kann sie zum Urteil kommen, dass alle Politiker korrupt seien, weil das korrupte Beispiel – hier Nixon – in die Kategorie Politiker eingeschlossen wird, so dass sie zur Einstellung kommt, dass „die doch alle wie Nixon“ sind. Wenn man aber nach einzelnen Politikern fragt (also zum Beispiel Angela Merkel), dann werden diese als ehrlicher dargestellt, weil sie mit Nixon als Standard verglichen werden und bei diesem Vergleich gut wegkommen und die Beurteiler zu dem Schluss kommen, dass sie oder er nicht wie Nixon seien.